# Irena Kratochvílová
Irena Kratochvílová (rozená Hrubá, * 2. června 1965) je česká fyzička působící ve Fyzikálním ústavu AV ČR a FJFI ČVUT. Zastává pozici externí členky vědecké rady Fakulty chemické VUT. Ve Fyzikálním ústavu AV ČR je vedoucí laboratoře NanoESCA zaměřující se na chemickou analýzu materiálů pomocí fotoelektronové spektroskopie.
Prof. Kratochvílová se primárně zabývá analýzou a modelováním materiálů pro bioaplikace, zejména pro vakcinační konstrukty. Druhou oblastí jejího výzkumu jsou nanodiamanty a jejich využití ve formě nanodiamantových vrstev proti korozi pláště jaderného paliva.
Mezi další oblasti jejího fyzikálního zaměření patří organické materiály pro elektronické aplikace, MFI zeolity, ferroelektrické materiály či charakterizace a příprava prostředků pro transport léčiv.

## Život
V letech 2001–2002 pobývala na postdoktorandské pozici na Penn State University v laboratoři molekulární elektroniky. V roce 2006 obhájila na FJFI ČVUT habilitační práci na téma molekulárnich nanosystémů.
Prof. Kratochvílová je spoludržitelkou 6 patentů, zejména z oblasti protikorozní ochrany zirkoniových obalů jaderného paliva.
Je vdaná a má dvě děti.